# Più mi odi più mi amo
Più mi odi più mi amo è un singolo del gruppo musicale italiano Management, pubblicato il 13 maggio 2022 da Garrincha Dischi.

## Descrizione
Scritto da Luca Romagnoli e composto da Marco Di Nardo, Più mi odi più mi amo è stato registrato presso il Natural Head Quarter Studio di Ferrara con la collaborazione di Michele "Guba" Guberti. La produzione del singolo è stata curata da Manuele "Max Stirner" Fusaroli, storico produttore del gruppo, insieme a Marco Di Nardo.
Il brano, descritto dal Corriere Nazionale come «dissacrante e spregiudicato», ricorre a sonorità elettroniche e neopsichedeliche.  È stato pubblicato come terzo e ultimo singolo estratto da Ansia capitale (2022), sesto album in studio del gruppo.

## Tracce
Download digitale
1. Più mi odi più mi amo – 4:12

## Classifiche
| Classifica (2022)     | Posizione massima |
| --------------------- | ----------------- |
| Italia (indipendenti) | 46                |